# الدورة الرياضية العربية الأولى 1953 (سباحة)

## توزيع الأوسمة
| ت | البلد | ذهبية | فضية | برونزية | المجموع |
| - | ----- | ----- | ---- | ------- | ------- |
| 1 | مصر   | 7     | 6    | 5       | 18      |
| 2 | لبنان | -     | 1    | 1       | 2       |
| 3 | سوريا | -     | -    | 1       | 1       |

## النتائج الكاملة
| اللعبة              | الذهبية                 | الذهبية  | الفضية                  | الفضية  | البرونزية            | البرونزية |
| ------------------- | ----------------------- | -------- | ----------------------- | ------- | -------------------- | --------- |
| 100 متر حرة         | دري عبد القادر (مصر)    | 1.0.8    | محمد جعفر(مصر)          | 1.3.2   | شارل خلاط(لبنان)     | 1.3.4     |
| 400 متر حرة         | عبد العزيز الشافعي(مصر) | 5.9.5    | أحمد عبد الله(مصر)      | 5.19.9  | حسام رجب(مصر)        | 5.25.6    |
| 1500 متر حرة        | أحمد عبد الله(مصر)      | 21.40.13 | عبد العزيز الشافعي(مصر) | 22.44.8 | يحيى البهنساوي(مصر)  | 22.46.0   |
| 100 متر ظهر         | دري عبد القادر (مصر)    | 1.14.4   | كمال أيوب(مصر)          | 1.14.6  | سمير داغر (مصر)      | 1.19.7    |
| 200 متر صدر         | محمد توفيق(مصر)         | 3.2.3    | جمال فهمي(مصر)          | 3.3.2   | شكري يونس(مصر)       | 3.5.0     |
| تتابع 4في200 حرة    | الفريق المصري(مصر)      | 10.69    | الفريق اللبناني(لبنان)  | 11.00   | الفريق السوري(سوريا) | 11.20     |
| الغطس سلم متحرك 3 م | أحمد كمال(مصر)          |          | ---(مصر)                |         | ---(مصر)             |           |